# Alexandro Bernabéi
Alexandro Ezequiel Bernabéi (ur. 24 września 2000 w Cañada de Gómez) – argentyński piłkarz pochodzenia włoskiego występujący na pozycji lewego obrońcy, od 2024 roku zawodnik brazylijskiego Internacionalu.